# Petarde
Petarde eller petard (fra fransk pétard, af péter, egentlig fjærte, smælde, af latin pedere, fjærte) kaldtes en metalbeholder fyldt med krudt, til at sprænge porte og mure med ved belejringer af fæstninger og byer. De, som håndterede dem, kaldtes petardører.

## Illustrationer
- Konstruktion og anvendelse af petarder (1600-tallet).
- To måder at placere petarder.
- To østrigske petarder fra 1600-talet.
- Britisk petarde fra 1800-tallet.